# Црква Светих апостола Петра и Павла у Грахову
Храм светих апостола Петра и Павла у Босанском Грахову је храм Српске православне цркве епархије Бихаћко-петровачке. Саграђен је 1925. године и освјештао га је Свети свештеномученик Петар Сарајевски. Након Другог светског рата (1965/67.) храм је служио као складиште соли.
Цркву су запалиле Османлије 1877. године бјежећи од српске војске под вођством Војводе Голуба Бабића. Делимична обнова парохијског храма Светих апостола Петра и Павла у Грахову дешавала се у неколико наврата. У почетку за вријеме епископа далматинских, Стефана (Боце) и Николаја (Мрђе). Посљедња обнова започета је за вријеме епископа Хризостома 1993. године, али је због рата и прогона Срба из Босанског Грахова у јесен 1995. године прекинута. Током 2000-2001. године санирана су оштећења на храму и храм је оспособљен за богослужење. У овом периоду дјелимично је обновљен ентеријер храма и постављен нови иконостас, дар породице Добријевић. Нова обнова храма је започета 28. септембра 2007. године, а завршена је наредне године. Сами чин освећења и обновљења храма 28. септембра 2008. године извршио је тадашњи Епископ бихаћко-петровачки г. Хризостом Јевић. Године 1905. гром је погодио цркву на брду Градина изнад Грахова запалио је и срушио. Тада су Граховљани одлучили да направе Цркву у самој вароши, али им аустро-угарска власт то није дозволила. Тек након распада аустроугарске царевине и стварањем Краљевине Срба, Хрвата и Словенаца дата је дозвола за градњу данашње Цркве Светих Апостола Петра и Павла у Грахову. Након пуне 102 године од упокојења свештеномученика Милана Билбије извршено је обретење моштију уз благослов Његовог Преосвештенства Епископа бихаћко-петровачког г. Сергија. Дана 15. октобра 2018. год мошти су пренесене у храм Светих Апостола Петра и Павла у Босанско Грахово где су положене и доступне вјерном народу на поклоњење и цјеливање.